# Matías Caruzzo
Matías Nicolás Caruzzo (ur. 15 sierpnia 1984 w Buenos Aires) – argentyński piłkarz występujący na pozycji obrońcy. Zawodnik klubu Boca Juniors.

## Kariera klubowa
Caruzzo zawodową karierę rozpoczynał w sezonie 2005/2006 w zespole Argentinos Juniors z Primera División Argentina. W tych rozgrywkach zadebiutował 16 kwietnia 2006 roku w wygranym 4:0 pojedynku z Tiro Federal, w którym strzelił także gola. W 2010 roku zdobył z zespołem mistrzostwo fazy Clausura. W Argentinos Juniors spędził 4 lata.
W 2010 roku Caruzzo odszedł do zespołu Boca Juniors, także występującego w Primera División. Pierwszy ligowy mecz zaliczył tam 8 sierpnia 2010 roku przeciwko Godoy Cruz (1:1).

## Kariera reprezentacyjna
W reprezentacji Argentyny Caruzzo zadebiutował 21 maja 2009 roku w wygranym 3:1 towarzyskim meczu z Panamą.